# Andra Stevanović
Pour les articles homonymes, voir Stevanović.
Andra Stevanović (en serbe cyrillique : Андра Стевановић ; né le 12 novembre 1859 à Belgrade et mort le 15 novembre 1929 à Belgrade) était un architecte serbe. Son œuvre est caractéristique de la tradition architecturale de l'éclectisme, qui mêle les influences de divers styles architecturaux de toute époque.

## Œuvres
Le premier projet architectural d'Andra Stevanović est la maison d'Andra Đorđević (21 rue Kneginje Ljubice), construite en 1888 à Belgrade ; ce bâtiment de dimensions modestes, caractéristique du style académique, est aujourd'hui classé.
Parmi ses réalisations les plus connues figurent le bâtiment du Musée national de Belgrade (1903), en collaboration avec Nikola Nestorović,, le bâtiment de la Coopérative de Belgrade (1905-1907), elle aussi construite en collaboration avec Nikola Nestorović, et le bâtiment de l'Académie serbe des sciences et des arts, construit en 1924 en collaboration avec Dragutin Đorđević,.

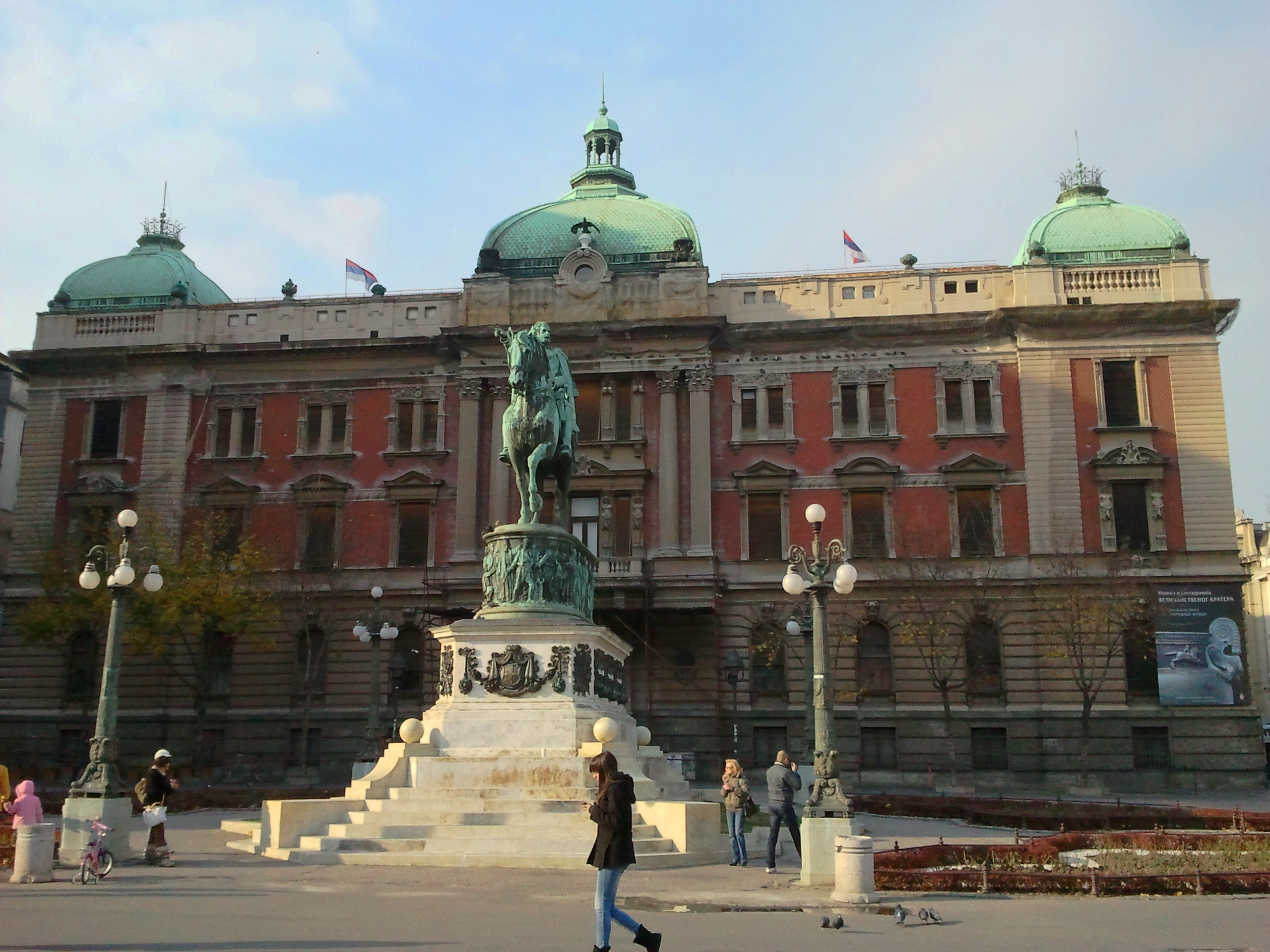
Le Musée national de Belgrade
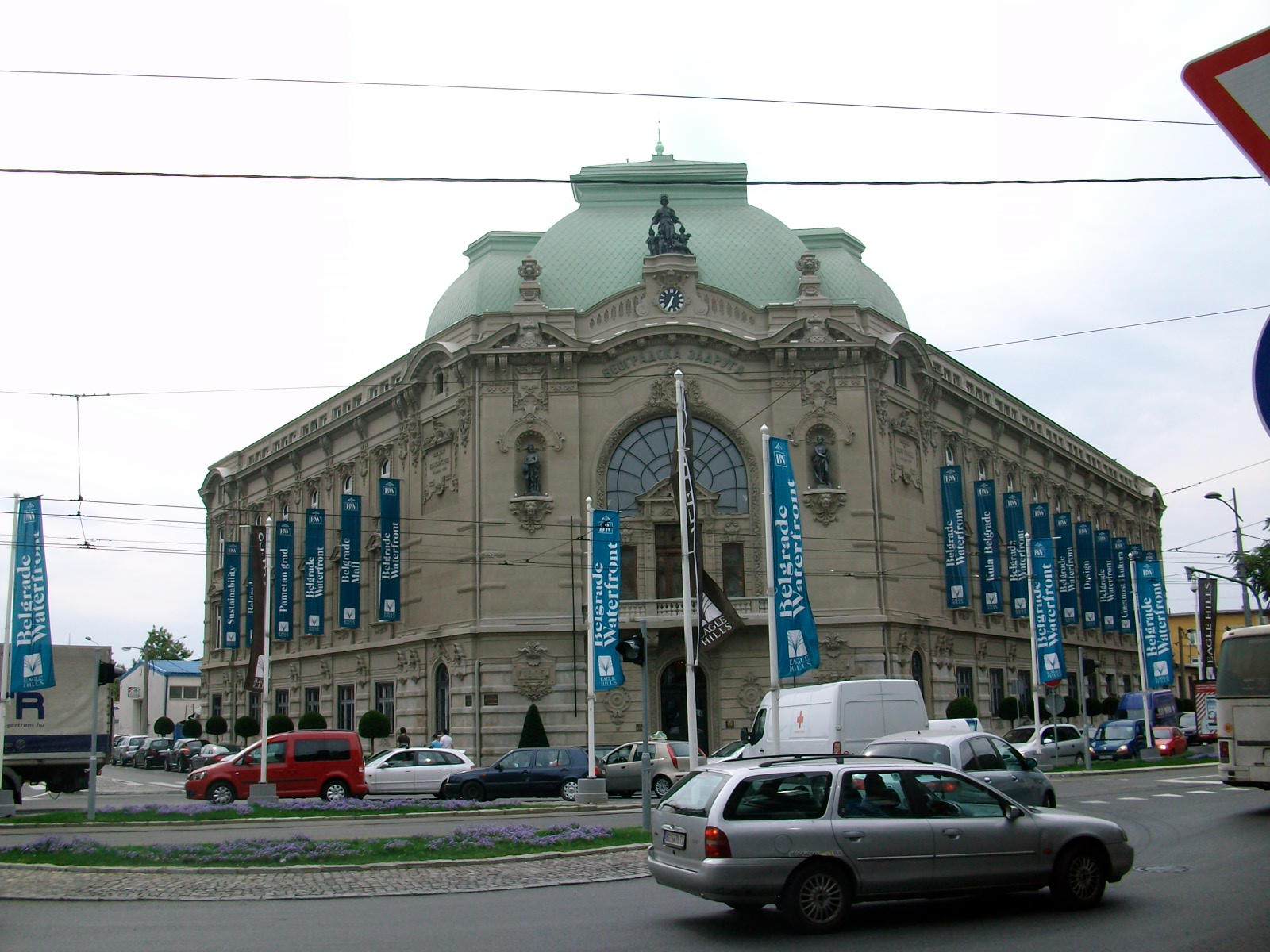
La coopérative de Belgrade
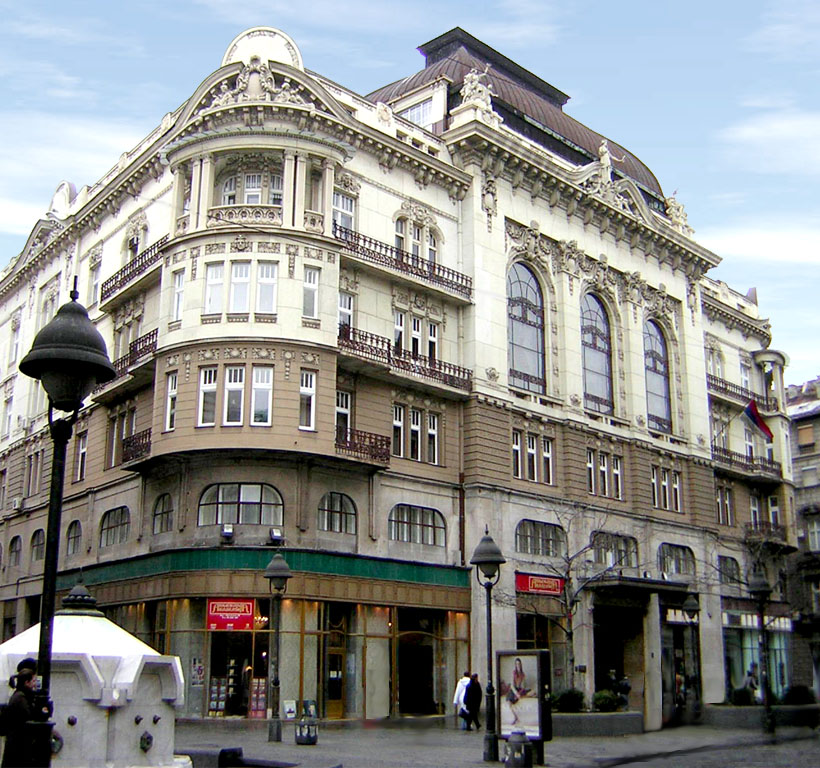
L'Académie serbe des sciences et des arts